# 大瑙恩多夫
大瑙恩多夫（德語：Großnaundorf）是德国萨克森州的市镇，隶属于包岑县。总面积为14.99平方千米，截至2023年12月31日总人口为924人。